# Trinity Bight
Trinity Bight is een gebied aan de zuidkust van het schiereiland Bonavista in het oosten van het Canadese eiland Newfoundland. Het bestaat uit een cluster van dertien dicht bij elkaar gelegen dorpen en gehuchten aan de gelijknamige bocht van Trinity Bay.
Het gebied is van historisch en toeristisch belang en er is veel werk verzet om de lokale architectuur, geschiedenis en cultuur te behouden en laten herleven.

## Geografie
De volgende plaatsen maken deel uit van Trinity Bight:
| - Champney's Arm - Champney's East - Champney's West - Dunfield - English Harbour - Goose Cove - Lockston | - New Bonaventure - Old Bonaventure - Port Rexton - Trinity - Trinity East - Trouty |

Port Rexton en Trinity zijn de enige gemeenten (towns) in Trinity Bight. Champney's Arm maakt deel uit van de gemeente Port Rexton en Goose Cove maakt deel uit van de gemeente Trinity. De negen andere plaatsen bevinden zich in gemeentevrij gebied.
De plaatsen zijn bereikbaar via Route 230 en Route 239 of hun aftakkingen. De afstand tussen de meest westelijke plaats (New Bonaventure) en meest oostelijke plaats (English Harbour) bedraagt 16 km in vogelvlucht en 27 km via de weg.

## Demografie
Trinity Bight komt bij de Canadese volkstelling overeen met Subdivisie J van Divisie Nr. 7. Tussen 1991 en 2011 daalde de bevolkingsomvang er sterk, maar sindsdien is deze gestabiliseerd.
| Demografische ontwikkeling van Trinity Bight tussen 1991 en 2021 |
| ---------------------------------------------------------------- |
|                                                                  |
| Bron: Statistics Canada (1991–1996, 2001–2006, 2011–2016, 2021)  |